# Priznanje Milan Grlović
Priznanje Milan Grlović je nagrada Hrvatskog novinarskog društva. Ime nosi po suutemeljitelju ovog društva Milanu Grloviću.
Dodjeljuje se članovima HND za "dugogodišnji rad i značajni doprinos razvitku novinarske organizacije i ugledu profesije te jačanju medijskih sloboda; novinarima koji su se istakli u radu i aktivnostima HND-a".
Dobitnici su:
- 1998.: Tomislav Mikulić, Božidar Novak, Ante Gavranović, Ivan Kocon, Šime Radovčić
- 1999.: Šime Balen, Joško Palavršić, Živko Vnuk, Antun Horvat, Frane Jurić
- 2000.: Jagoda Vukušić, Gojko Marinković, Jozo Petričević
- 2001.: Lidija Firšt, Mladen Bjažić, Drago Flego, Milo Nardelli, Dubravko Malvić
- 2002.: Milka Babović, Pavle Jurić
- 2003.: Geza Stantić, Ernest Fišer, Franjo Kiseljak
- 2004.: Ćiril Petešić, Filip Svetić, Ante Živković
- 2005.: Bože Šimleša, Josip Grbelja
- 2006.: Nenad Reberšak, Valent Grobenski, Dragoljub Modrić
- 2007.: Fran Potočnjak, Stipo Jolić, Siniša Hančić
- 2008.: Jovan Kosijer
- 2009.: -
- 2010.: Jozo Petričević, Milka Ganza
- 2011.: Živko Gruden
- 2012.: